# Karakaya, Üzümlü
Karakaya là một thị trấn thuộc huyện Üzümlü, tỉnh Erzincan, Thổ Nhĩ Kỳ. Dân số thời điểm năm 2010 là 1.493 người.